# 甘木・朝倉・三井環境施設組合
甘木・朝倉・三井環境施設組合は福岡県朝倉郡筑前町に事務所を置く地方公共団体の組合(特別地方公共団体)である。三輪ごみ共同処理場その他の施設を運営する。

## 組合を組織する地方公共団体
- 朝倉市
- 東峰村
- 筑前町
- 大刀洗町
- 久留米市

## 組合の議会
関係市町村議会の議員から選出する。

## 組合の執行機関
組合長・副組合長を関係市町村の長のうちから互選する。